# Wilstermarsch

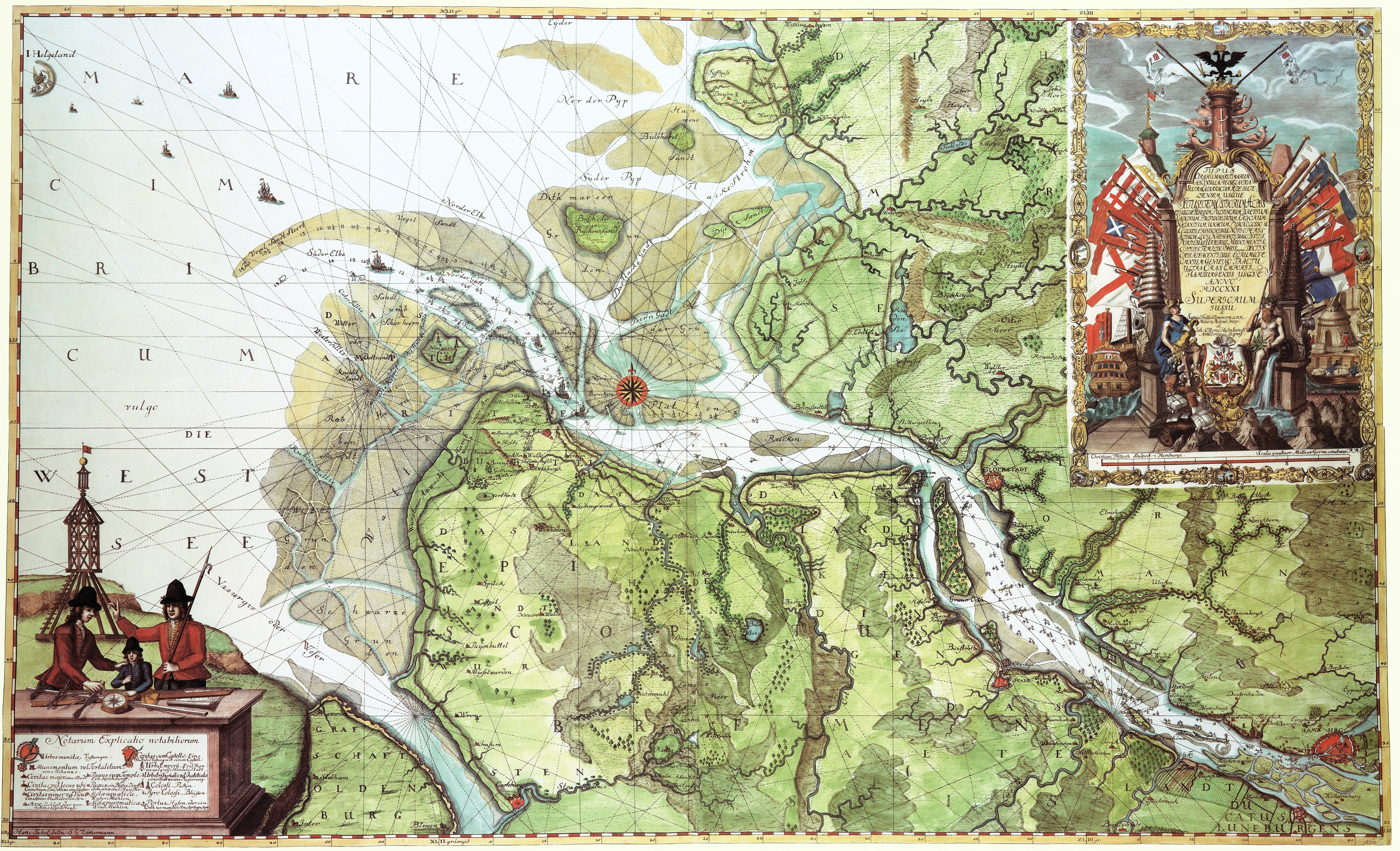
Die Marschen im Unterelbebereich um 1721

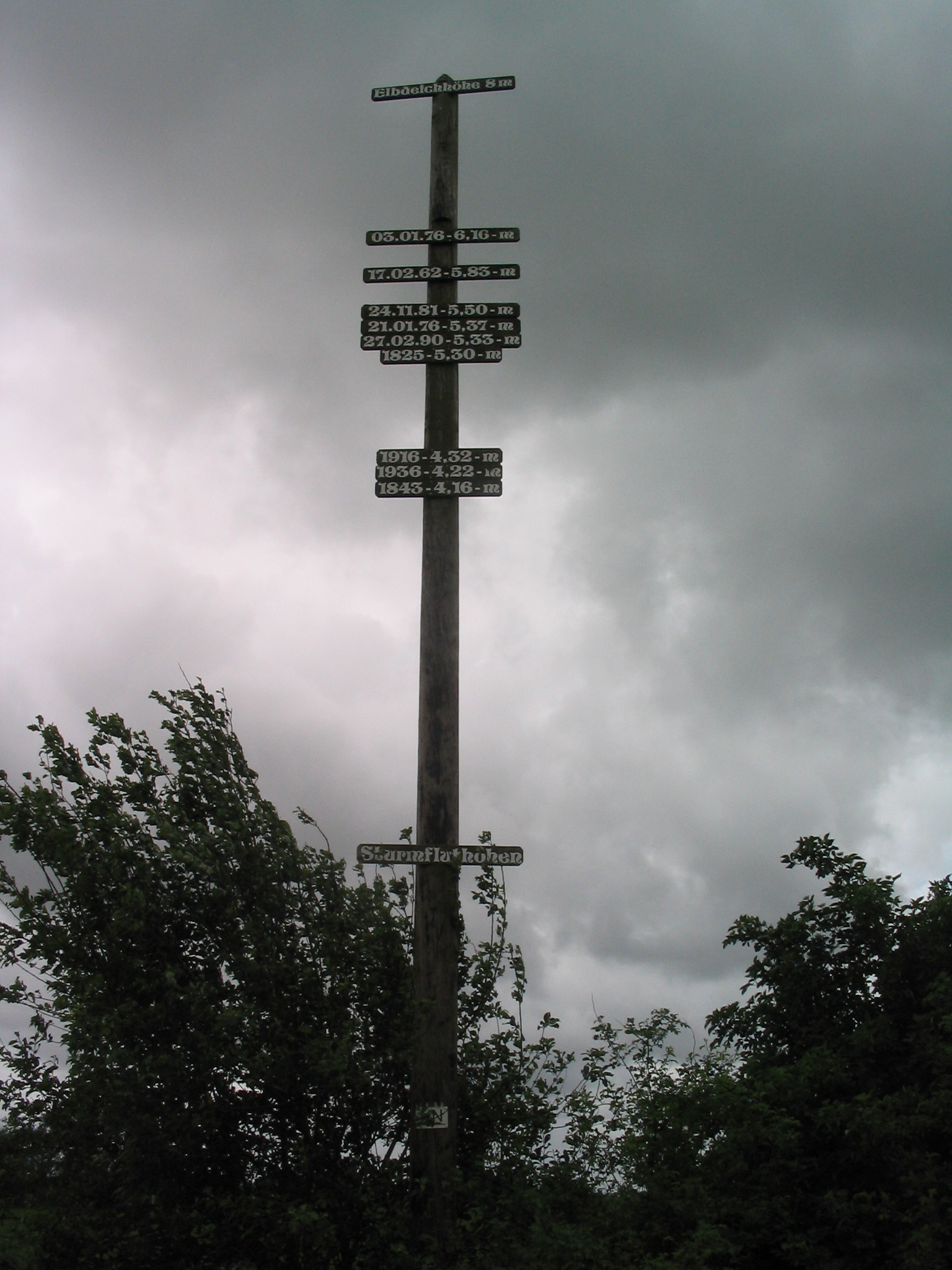
Sturmfluthöhen in der Wilstermarsch

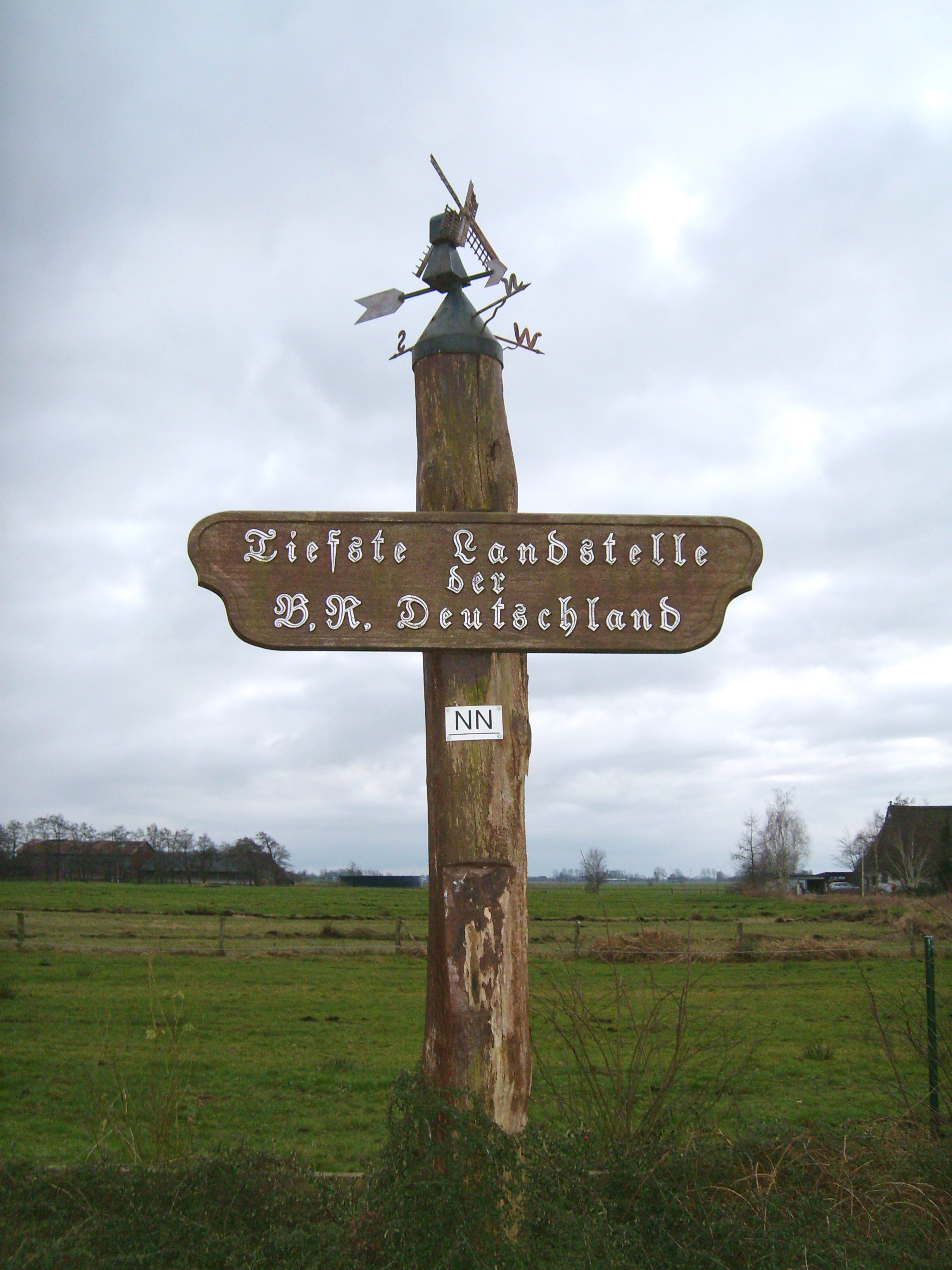
Die tiefste Landstelle Deutschlands (Neuendorf-Sachsenbande 3,54 m unter Normalnull)

Die Wilstermarsch ist eine der vier holsteinischen Elbmarschen und liegt nordöstlich der Elbe zwischen deren Nebenfluss Stör, dem Nord-Ostsee-Kanal und dem Geestrand im Kreis Steinburg.

## Siedlungen
Politisch gegliedert ist Wilstermarsch in die Gemeinden des gleichnamigen Amtes Wilstermarsch und die Stadt Wilster, die nicht zum Amtsgebiet gehört, aber dessen Sitz ist.
Zu dem Amt Wilstermarsch gehören unter anderem das Kirchdorf Sankt Margarethen und die Gemeinde Brokdorf, die durch das Kernkraftwerk Brokdorf eine überregionale Bekanntheit erreicht hat.

## Landschaft
Mit 3,54 m unter Normalnull befindet sich bei Neuendorf-Sachsenbande in der Wilstermarsch die tiefstgelegene begehbare Stelle Deutschlands. Durchflossen wird die Marsch von der Wilsterau; entwässert wird sie unter anderem über die Große Feldwettern und die Kampritt Wettern. Wahrzeichen der Wilstermarsch ist die Bockwindmühle in Honigfleth, die früher der Entwässerung diente. Ehemals gab es ca. 350 solcher Mühlen in der Wilstermarsch.

## Bodennutzung
Das Marschland wird noch überwiegend landwirtschaftlich genutzt, wobei der wichtigste Zweig die Viehhaltung ist, besonders die des Rotbunten Niederungsrindes. Ein bekanntes Produkt ist der Wilstermarschkäse.
Eingeführt wurden die Milchwirtschaft und die Käseproduktion  (ähnlich wie in der Krempermarsch und auf Eiderstedt) von niederländischen Siedlern, die Anfang des 12. Jahrhunderts und nochmals im 16. Jahrhundert in die Wilstermarsch kamen. Mit ihrer Erfahrung und Hilfe wurden hunderte von Entwässerungsmühlen gebaut, um das weitgehend unter dem Meeresspiegel liegende Land zu entwässern.

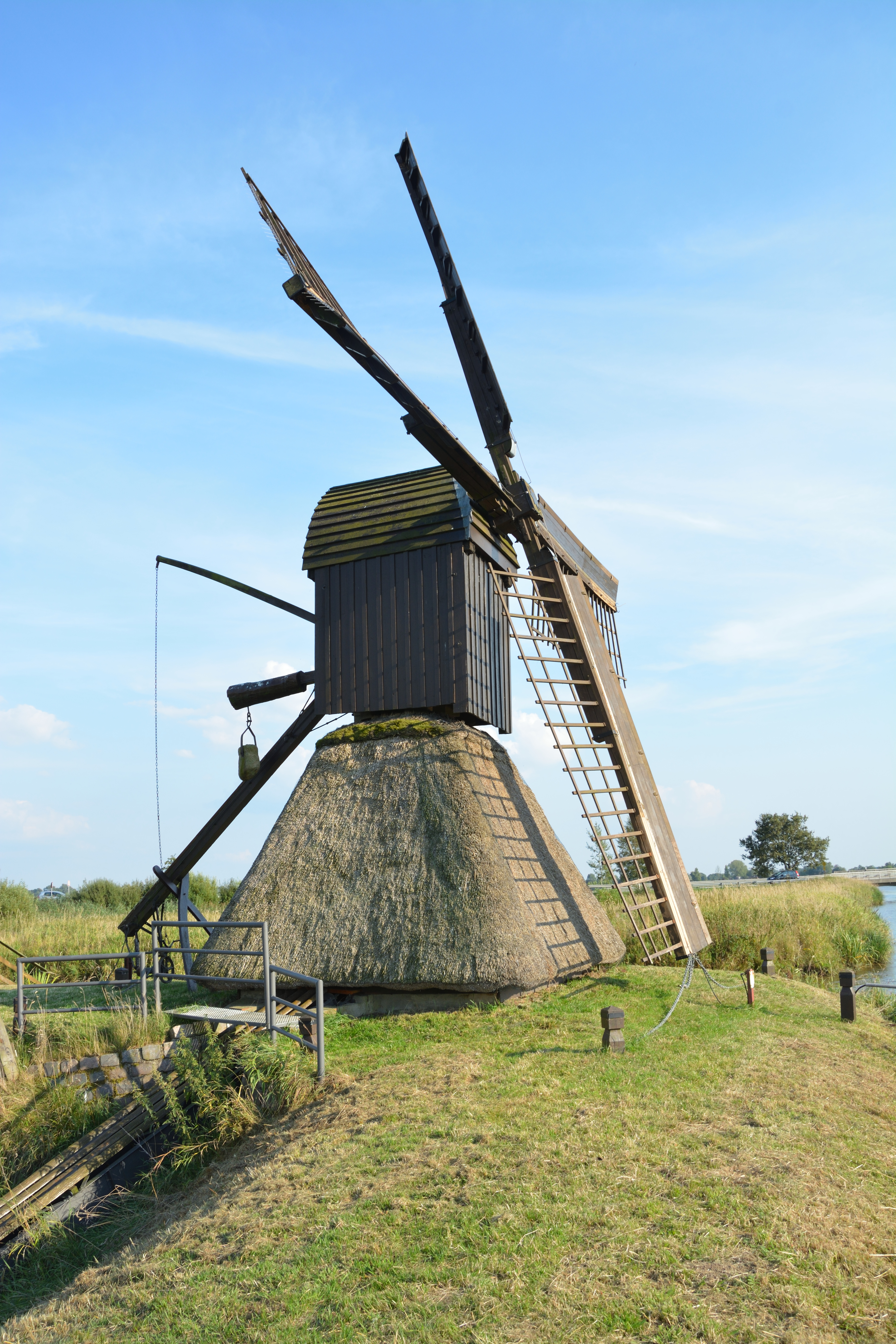
Bockwindmühle Honigfleth
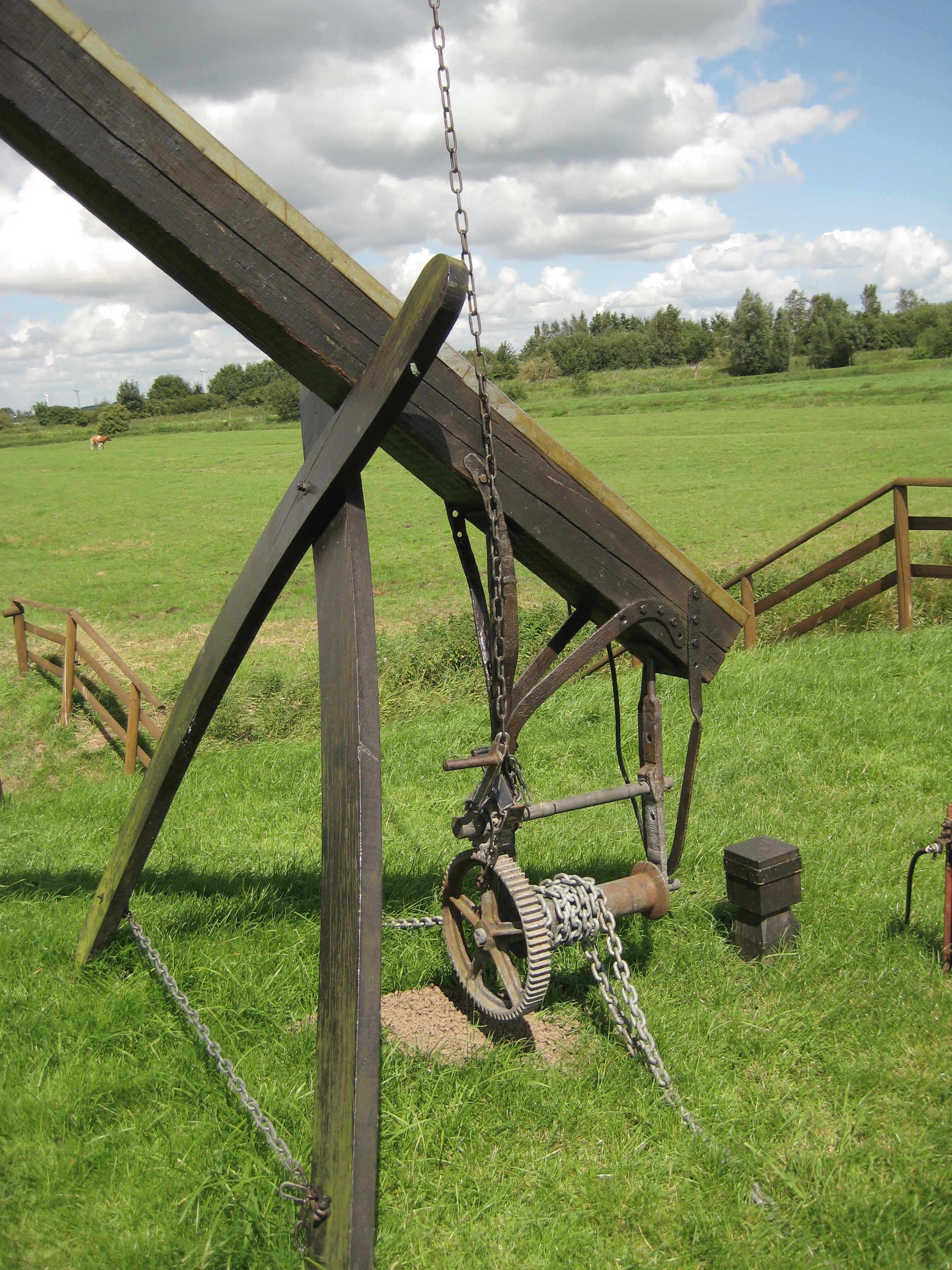
Bockwindmühle Honigfleth, Detail
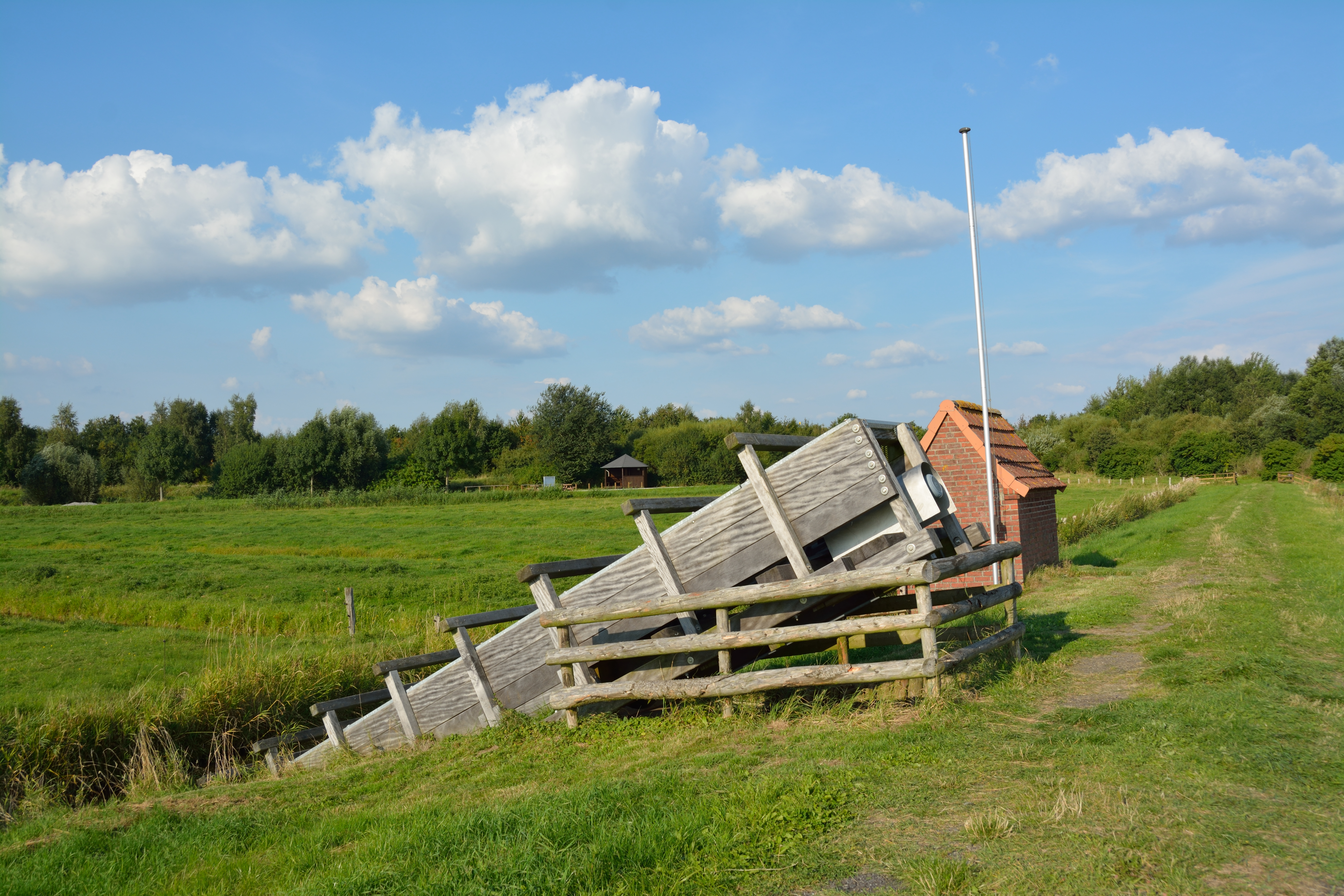
Entwässerung der Marsch durch ein Pumpwerk in Honigfleth. Im Jahr 2010 wurde eine Archimedische Schnecke als Demonstrationsobjekt errichtet.
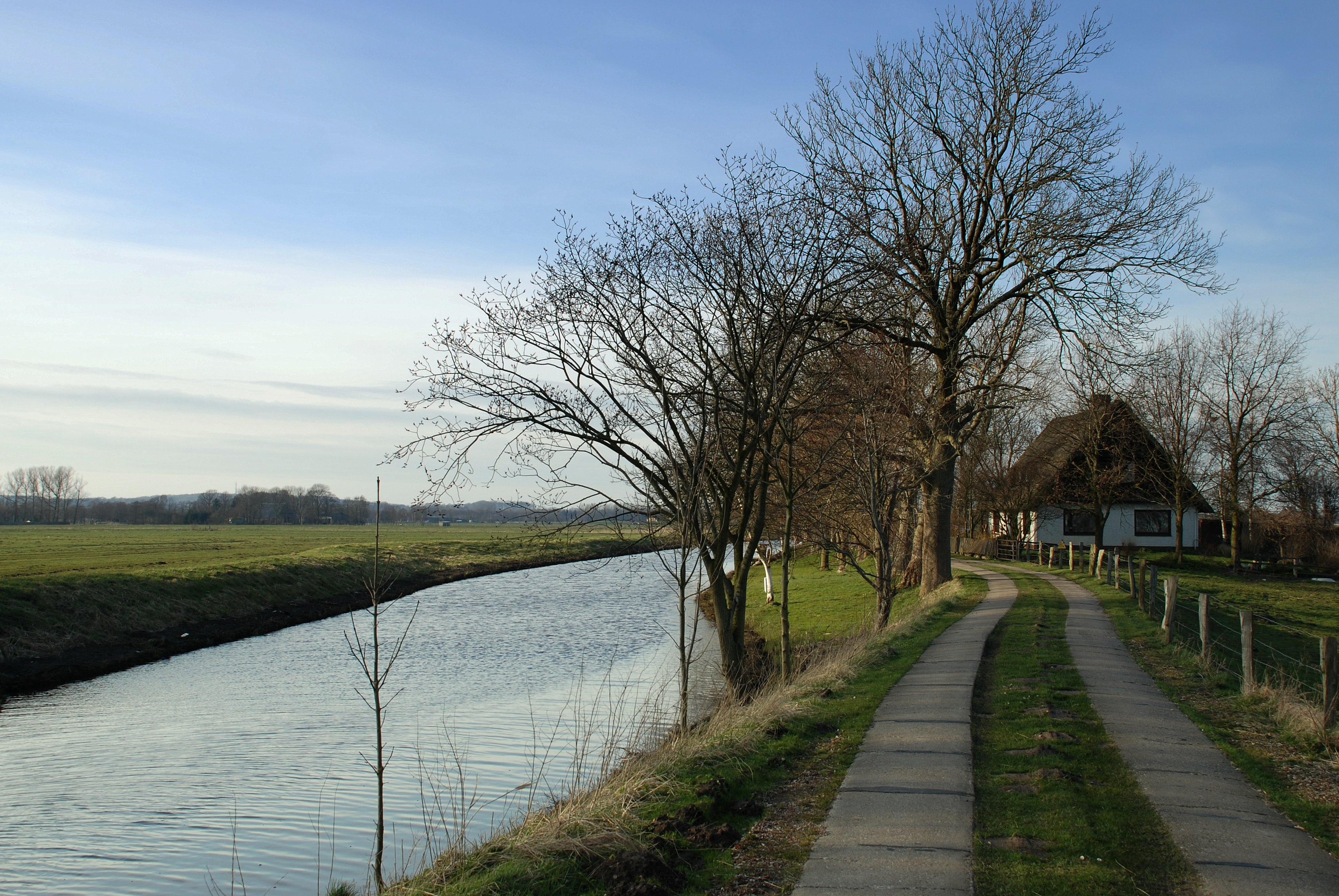
Sachsenbande, Ortsteil Achterhörn, Wilster Au